# روژه چاهاید
روژه لطفی چاهاید (به انگلیسی: Rogét Lutfi Chahayed؛ زادهٔ ۳۱ مهٔ ۱۹۹۸) تهیه‌کننده موسیقی و ترانه‌نویس آمریکایی است. مجلهٔ بیلبورد از او با عنوان «یکی از چهره‌های قابل‌اتکا در تولید ترانه‌های موفق هیپ‌هاپ و پاپ» یاد کرده‌است. چاهاید تاکنون ۹ بار نامزد جایزهٔ گرمی شده‌است؛ در سال ۲۰۲۲ نیز در بخش تهیه‌کنندهٔ سال – غیرکلاسیک نامزد دریافت این جایزه بود.